# Unidades básicas del Sistema Internacional

Las siete unidades básicas del SI y la interdependencia de sus definiciones

El Sistema Internacional de Unidades (SI) define siete unidades básicas o unidades físicas fundamentales, las cuales son descritas por una definición operacional y son independientes desde el punto de vista dimensional. Estas unidades básicas del SI y sus magnitudes físicas son el metro para la longitud, el kilogramo para la masa, el segundo para el tiempo, el amperio para la intensidad de corriente eléctrica, el kelvin para la temperatura, la candela para la intensidad luminosa y el mol para la cantidad de sustancia.
Todas las demás unidades utilizadas para expresar magnitudes físicas se pueden derivar de estas unidades básicas y se conocen como unidades derivadas. La derivación se lleva a cabo por medio del análisis dimensional.

## Magnitudes

### Tiempo
Un segundo (s) es el tiempo requerido por 9 192 631 770 ciclos de la radiación correspondiente a la transición entre los dos niveles hiperfinos del estado fundamental del átomo de cesio 133.

### Longitud
Un metro (m) se define como la distancia que recorre la luz en el vacío en 1/299 792 458 segundos.

### Masa
Un kilogramo (kg) se define tomando el valor numérico fijo de la constante de Planck, h, igual a 6.626 070 15 x 10-34 cuando se expresa en J·s, unidad igual a kg·m²·s-1, siendo el metro y el segundo definido de acuerdo con c y {\displaystyle \Delta v\,}Cs.

### Temperatura
Un kelvin (K) se define, desde la 26.ª Conferencia General de Pesos y Medidas (2018), a partir del valor fijado como exacto para la constante de Boltzmann (kB = 1,380 649 × 10-23 J·K-1 o kg·m2·s-2·K-1).

### Intensidad de corriente eléctrica
Un amperio (A) se define como la intensidad de una corriente eléctrica constante que, manteniéndose en dos conductores paralelos, rectilíneos, de longitud infinita, de sección circular despreciable y situados a una distancia de un metro uno de otro en el vacío, produciría una fuerza igual a 2×10-7 newton por metro de longitud.

### Cantidad de sustancia
Un mol (mol) es la cantidad de sustancia de un sistema que contiene tantas entidades elementales como átomos hay en 0.012 kg de carbono 12, aproximadamente 6.022 141 29 (30) × 1023.
Cuando se usa el mol, las entidades elementales deben ser especificadas y pueden ser átomos, moléculas, iones, electrones, otras partículas o grupos específicos de tales partículas.
Se define la cantidad de sustancia como una unidad fundamental que es proporcional al número de entidades elementales presentes.

### Intensidad luminosa
Una candela (cd) es la intensidad luminosa, en una dirección dada, de una fuente que emite radiación monocromática con frecuencia de 540 × 1012 Hz de forma que la intensidad de radiación emitida, en la dirección indicada, es de 1/683 W por estereorradián.